# Soryba Diakité
Pour les articles homonymes, voir Diakité.
Soryba Diakité né le 1er juin 1969, est un athlète guinéen.

## Carrière
Soryba a participé à l'épreuve du 100 m hommes aux Jeux olympiques d'été de 1992 à Barcelone. Il a enregistré un 11.10 ce qui n'était pas assez pour se qualifier pour le prochain tour après les manches. Son record personnel est de 10,40, établi en 1990.
Il a également participé au concours de saut en longueur de cette Olympiade, mais n'a pas non plus dépassé les qualifications dans cette discipline.